# Bulbophyllum ellipticifolium
Bulbophyllum ellipticifolium är en orkidéart som beskrevs av Johannes Jacobus Smith. Bulbophyllum ellipticifolium ingår i släktet Bulbophyllum och familjen orkidéer. Inga underarter finns listade i Catalogue of Life.